# Star Wars: The Empire Strikes Back (videogioco 1992)
Star Wars: The Empire Strikes Back è un videogioco per Nintendo Entertainment System del 1992. È basato sul film L'Impero colpisce ancora ed è il sequel di Star Wars dell'anno precedente. 
Del gioco esiste un remake per Super Nintendo, intitolato Super Star Wars: The Empire Strikes Back.

## Modalità di gioco
Il gioco consiste nel distruggere un droide sonda imperiale, fuggire da una caverna di ghiaccio infestata di wampa, combattere nella battaglia di Hoth, incontrare il maestro Yoda su Dagobah e allenarsi con lui, cercare di salvare i propri alleati dalle grinfie di Dart Fener a Città delle nuvole.
Il giocatore controlla il personaggio di Luke Skywalker, armato con una pistola laser o una spada laser. Nel corso del gioco può guidare anche alcuni mezzi di trasporto, come uno snowspeeder. Una volta appreso l'uso della Forza, Luke disporrà di nuovi poteri che lo aiuteranno nelle sue missioni.